# 冷泉為秀
冷泉 為秀（れいぜい ためひで）は、鎌倉時代後期から南北朝時代にかけての公卿・歌人。官位は従二位・権中納言。冷泉家2代当主。

## 経歴
正二位権中納言・冷泉為相の子として誕生。公卿であったが鎌倉に在住する事が長かった。
歌人として優れていたようで梵灯庵や今川貞世、鎌倉公方の足利基氏に和歌を教授した。また、勅撰集・風雅和歌集の編纂では正親町公蔭らと寄人を務め、貞和6年（1350年）の年中行事歌合では判者を務めた。
応安5年（1372年）、薨去。家督は為尹が継いだ。

## 系譜
- 父：冷泉為相（1263-1328）
- 母：不詳
- 妻：不詳
  - 男子：冷泉為邦
  - 男子：冷泉為尹（1361-1417）